# Bulbophyllum teretibulbum
Bulbophyllum teretibulbum là một loài phong lan thuộc chi Bulbophyllum.